# Josef Krastel
Josef Krastel (* 18. Dezember 1899 in Wien; † 7. Mai 1973 ebenda) war ein österreichischer Schauspieler und Regisseur.

## Leben
Josef Krastel hatte von 1953 bis 1954 ein Engagement als Schauspieler und Spielleiter an den Vereinigten Bühnen in Graz. In der Spielzeit 1954/1955 verkörperte an dem Theater in der Josefstadt die Rolle des Kammerdieners in Hugo von Hofmannsthals Der Schwierige. Im Anschluss war er von 1955 bis 1960 Schauspieldirektor am Tiroler Landestheater in Innsbruck und wurde im Jahr 1961 Mitglied des Ensembles am Wiener Burgtheater. Dort konnte man ihn 1963 in einer Inszenierung von Kurt Meisel in Ferdinand Raimunds Der Verschwender sehen.
Josef Krastel wirkte auch in einigen Film- und Fernsehproduktionen mit. Darunter befanden sich 1948 der Abenteuerfilm  Arlberg-Express von Eduard von Borsody mit Paul Hubschmid, Elfe Gerhart-Dahlke und Hans Putz und 1958 der Unterhaltungsfilm Hallo Taxi in der Regie von Hermann Kugelstadt mit Hans Moser, Paul Hörbiger und Gerlinde Locker. Im Fernsehen stellte er 1961 in der Fernsehadaption des Österreichischen Rundfunks von Ödön von Horváths Geschichten aus dem Wienerwald die Figur des Beichtvaters dar. In der Regie von Erich Neuberg spielte er unter anderem neben Hans Moser, Jane Tilden, Fritz Eckhardt und Helmut Qualtinger. Eine letzte Rolle hatte Josef Krastel 1971 in der Folge Hexereien im Rahmen der Fernsehserie Der Kurier der Kaiserin.
Seine letzte Ruhestätte befindet sich auf dem Hietzinger Friedhof (Gruppe 28, Nummer 10) in Wien.

## Filmografie
- 1948: Rendezvous im Salzkammergut
- 1948: Arlberg-Express
- 1949: Weißes Gold
- 1949: Duell mit dem Tod
- 1949: Es lebe das Leben
- 1950: Das vierte Gebot
- 1951: Das Herz einer Frau

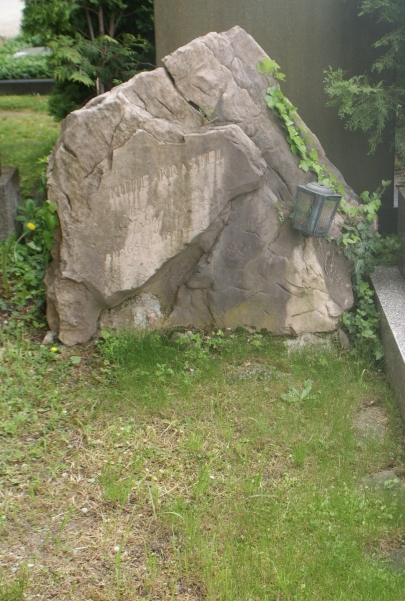
Grabstätte von Josef Krastel

- 1953: Drei, von denen man spricht (Glück muß man haben)
- 1954: Maxie
- 1955: An der schönen blauen Donau
- 1958: Einmal noch die Heimat seh’n
- 1960: Frauen in Teufels Hand
- 1960: Wegen Verführung Minderjähriger
- 1960: Das Gespenst von Canterville (Fernsehfilm)
- 1960: Hohe Tannen (Köhlerliesel)
- 1960: Heimweh nach dir, mein grünes Tal (Mein Vaterhaus steht in den Bergen)
- 1961: Geschichten aus dem Wienerwald (Fernsehfilm)
- 1961: Der Orgelbauer von St. Marien
- 1961: Verdammt die jungen Sünder nicht (Morgen beginnt das Leben)
- 1961: Bridge mit Onkel Tom (Fernsehfilm)
- 1961: Anatol (Fernsehfilm)
- 1962: Die vergessenen Jahre
- 1962: Der rote Rausch
- 1962: Lumpazivagabundus (Fernsehfilm)
- 1962: Romanze in Venedig
- 1963: Flucht der weißen Hengste
- 1963: Der vollstreckende Herr Sebek (Fernsehfilm)
- 1963: Der Kardinal
- 1964: Auf den Spuren von E.T.A. Hoffmann in Bamberg (Fernsehfilm)
- 1964: Der Verschwender
- 1964: Kalif Storch (Fernsehfilm)
- 1964: Der kleine Kadi (Fernsehfilm)
- 1964: Weekend im Exil (Fernsehfilm)
- 1964: Wolken über Kaprun (Fernsehserie) – Der Justizrat
- 1965: Das Wächterspiel (Fernsehfilm)
- 1965: Radetzkymarsch (Fernsehfilm)
- 1965: Der Nachfolger (Fernsehfilm)
- 1966: Ein Bruderzwist in Habsburg (Fernsehfilm)
- 1966: Alibi für James (Fernsehen)
- 1966: König Ottokars Glück und Ende (Fernsehfilm)
- 1967: Ostwind (Fernsehfilm)
- 1969: Traumnovelle (Fernsehfilm)
- 1969: Andante
- 1971: Der Kurier der Kaiserin (Fernsehserie) – Hexereien